# Acetat de metil
Acetatul de metil, denumit și etanoat de metil, este un ester carboxilic și are formula CH3COOCH3. Este un lichid inflamabil cu un miros caracteristic, plăcut, asemănător cu cel al unor adezivi. Este folosit de obicei ca și solvent, având proprietăți slab polare și lipofile, însă acetatul de etil este mult mai adesea utilizat datorită faptului că este mai puțin toxic și mai puțin solubil în apă.

## Obținere
Acetatul de metil se obține direct prin esterificarea acidului acetic cu metanol, în fază lichid, în prezență de acid sulfuric, sau în fază gazoasă, prin trecerea amestecului de vapori peste catalizatori încălziți: FeCl3, AlCl3.
{\displaystyle \mathrm {CH_{3}COOH+CH_{3}OH\ \rightarrow \ CH_{3}COOCH_{3}+H_{2}O} }